# Fürged
Fürged es un pueblo ubicado en el distrito de Tamási, en el condado de Tolna, Hungría.

## Superficie
Posee una superficie de 26,76 kilómetros cuadrados.

## Demografía
Hasta 2019 la población era de 692 habitantes, con una densidad de población de 25,86 habitantes por kilómetro cuadrado.